# Fairy Oak
Fairy Oak è una serie di romanzi di genere fantasy scritti dalla giornalista e scrittrice Elisabetta Gnone, già conosciuta per aver ideato la serie a fumetti W.I.T.C.H.. La serie, pubblicata in Italia dalla Salani, è costituita dalla trilogia principale, alla quale si aggiungono la collana I quattro misteri e  La storia perduta- Un anno al villaggio - Il diario di Vaniglia e Pervinca - il destino di una fata. La storia è ambientata nel villaggio di Fairy Oak, nella valle di Verdepiano, dove convivono pacificamente umani privi di poteri detti Nonmagici, maghi e streghe, distinti in Magici della Luce e Magici del Buio, e creature magiche: le fate. La storia è narrata in prima persona da Felì (Felì è il soprannome della fata ma in realtà il suo nome è Sefeliceiosaròdirvelovorrò), la fata-tata delle protagoniste Vaniglia e Pervinca Periwinkle.
Secondo i dati forniti a maggio 2010, i libri in Italia hanno venduto più di un milione di copie e sono diventati bestseller in Spagna, Sudamerica, Ungheria, Portogallo e Turchia. Il primo libro della trilogia, Il segreto delle gemelle, ha vinto il premio Selezione Bancarellino nel 2006; si è posizionato inoltre al secondo posto nella classifica dei libri per ragazzi più venduti dopo tre settimane dalla pubblicazione, rimanendo nelle prime posizioni per più di due anni. Il secondo libro, L'incanto del buio, si è classificato alla prima posizione tra i libri per ragazzi più venduti, rimanendoci per sei settimane consecutive, e alla seconda nella narrativa varia dopo una settimana dalla data di uscita italiana. L'ultimo libro della trilogia, Il potere della luce, si è classificato al tredicesimo posto dei libri più venduti del 2007 e ha vinto il premio Selezione Bancarellino nel 2008. Dei lettori della serie, pur essendo destinata alle bambine nella fascia 7-11 anni, il 10% è costituito da maschi ed è apprezzata anche dal pubblico femminile adulto.
Le illustrazioni dei libri sono di Alessia Martusciello; la copertina di Il potere della luce, però, è di Barbara Bargiggia. Sul sito ufficiale Elisabetta Gnone ha rivelato di aver ricevuto delle offerte per creare il cartone animato della serie.

## I libri
La trilogia
- Il segreto delle gemelle, De Agostini, 26 ottobre 2005, ISBN 978-88-418-2673-7.[11]
- L'incanto del buio, De Agostini, 26 ottobre 2006[12], ISBN 978-88-418-3313-1.
- Il potere della luce, De Agostini, 25 ottobre 2007[13], ISBN 978-88-418-4108-2.

I quattro misteri
- Capitan Grisam e l'amore, De Agostini, 10 novembre 2008[14], ISBN 978-88-418-5210-1.
- Gli incantevoli giorni di Shirley, De Agostini, 12 maggio 2009[15], ISBN 978-88-418-5637-6.
- Flox sorride in autunno, De Agostini, 12 novembre 2009[16], ISBN 978-88-418-5892-9.
- Addio Fairy Oak, De Agostini, 28 ottobre 2010[17], ISBN 978-88-418-6339-8.

### Altri libri della saga
- La storia perduta, Salani, 22 ottobre 2020, ISBN 978-88-310-0409-1.
- Il destino di una fata, Salani, 4 novembre 2021, ISBN 978-88-310-0912-6.

Il 25 novembre 2010 Il segreto delle gemelle, L'incanto del buio e Il potere della luce sono stati raccolti in un unico volume dal titolo Fairy Oak - La trilogia completa (ISBN 978-88-418-6408-1), mentre gli altri quattro racconti sono stati pubblicati in un unico volume il 27 ottobre 2011 con il titolo Fairy Oak - I quattro misteri (ISBN 978-88-418-7039-6). Il 10 novembre 2011 è uscito Un anno al villaggio - Il diario di Vaniglia e Pervinca (ISBN 978-88-418-7060-0).
Il 22 novembre 2020 è uscito La storia perduta.
Il 4 novembre 2021 è uscito Il destino di una fata.
Il 23 novembre 2020 è uscito La Gazzetta di Fairy Oak.

## Il mondo diFairy Oak
Le streghe e i maghi che vivono a Fairy Oak possono essere Magici del Buio o Magici della Luce.
I primi dispongono del potere del Buio, riescono a vedere oltre le apparenze: vedono di notte, dietro alle cose e dentro le persone. Spesso (ma non sempre) sono scontrosi e introversi e hanno i lobi delle orecchie particolari. Possono volare solo dal tramonto all'alba; la loro magia può disintegrare o far sparire; possono rendersi invisibili; trasformare e trasformarsi in animali che abitualmente ricevono meno empatia per aspetto o carattere predatorio, come ad esempio serpenti, salamandre, rospi, pipistrelli, falchi... Hanno una crescita precoce e spesso preferiscono stare svegli di notte e dormire la mattina.
I secondi dispongono del potere della Luce, Incapaci di fare del male, solari e accoglienti. Possono volare solo dall'alba al tramonto; trasformare e trasformarsi in creature miti e culturalmente più gradevoli, come passerotti, tartarughe, pettirossi...; possono curare, far nascere e crescere dal nulla. Hanno una crescita normale, al primo chiarore del giorno si alzano.
Ad ogni bambino magico può essere assegnata una fatina che si prende cura di lui come una tata fino ai quindici anni. Le fate scelgono appositamente nomi lunghi e complicati perché, se qualcuno dà loro un ordine pronunciando il nome in maniera corretta, sono obbligate a obbedire.

## Trama

### Il segreto delle gemelle
A Fairy Oak nascono, a dodici ore di distanza l'una dall'altra, Pervinca e Vaniglia Periwinkle. Pur identiche nell'aspetto, le due bambine sono molto diverse caratterialmente: Pervinca, soprannominata Vì, è coraggiosa, ribelle e con note di dolcezza, mentre Vaniglia, soprannominata Babù, è gentile, dolce ma coraggiosa e testarda. Inoltre, le gemelle hanno anche poteri contrastanti: Pervinca è una Strega del Buio, mentre Vaniglia una Strega della Luce, e insieme rappresentano l'Equilibrio. Per questo motivo, intorno al decimo anno delle gemelle, il Terribile 21, un antico nemico del villaggio, attacca Fairy Oak cercando di separare le gemelle per far trionfare il Buio sulla Luce.

### L'incanto del buio
Zia Tomelilla e Duff Burdock capiscono che il Terribile 21 vuole le gemelle, così la donna dà a Pervinca il Libro Antico per capire come salvare il villaggio. Proprio a causa del libro, però, Pervinca scappa nei boschi per cercare un bastone-spada citato nel volume e viene catturata dal nemico; intanto, Fairy Oak comincia a cedere sotto l'assalto del male, quando improvvisamente le truppe si ritirano. Il giorno dopo l'attacco, Pervinca fa ritorno nel villaggio, comportandosi, però, in modo strano: poiché nessuno è mai tornato dopo un rapimento, gli abitanti cominciano a dubitare della lealtà della bambina e credendo si sia alleata col nemico. Ci credono tutti tranne i ragazzi.

### Il potere della luce
Pervinca fugge di nuovo, vinta dai pregiudizi della gente e dalle parole orribili che si dicono su di lei, e tutti, tranne sua sorella, Flox, Grisam, sua zia Tomelilla, Duff e la Banda si convincono che si sia alleata con il Terribile 21. Durante l'ultimo attacco, il nemico entra nel villaggio accompagnato da Pervinca, la bambina, però, sta ingannando il Terribile 21, facendo con lui il doppio gioco. Vaniglia, avendo capito che la sorella in realtà non li ha mai traditi, si fa avanti e le due gemelle compiono una magia in cui Luce e Buio, si uniscono formando una ruota che ferma la terra. Grazie al tocco di Shirley, l'unica persona ad aver ereditato il doppio potere di Luce e Buio, la terra rinasce, priva però del Male.

### Capitan Grisam e l'amore
Qualche settimana dopo l'ultima battaglia i ragazzi della Banda del Capitano aprono il baule che il Capitano Talbooth ha lasciato in eredità a Grisam, e scoprono che l'uomo in realtà si chiamava Temby, e che aveva una moglie e dei figli. I ragazzi scrivono una lettera alla famiglia del capitano, ma non ricevono risposta. Nel frattempo, Jim Burium chiede Vaniglia in sposa prima di far ritorno al suo paese di nascita, da dove è fuggito, invece Pervinca accetta di sposare Grisam.

### Gli incantevoli giorni di Shirley
All'inizio della primavera Shirley invita Pervinca, Vaniglia e Flox a pranzo da lei e mostra loro un ricettario, che però non è davvero quello che sembra: Shirley coinvolge quindi la Banda del Capitano e le gemelle in una nuova impresa per svelare il segreto di Bosco-che-Canta. Alla fine, i bambini scoprono che gli alberi sono persone che hanno infranto le regole per amore.

### Flox sorride in autunno
Circa due anni dopo l'ultima battaglia a Fairy Oak, arriva l'autunno e la Danza delle Follie di Stagione, cioè delle stranezze che gli abitanti compiono in quel periodo.

### Addio, Fairy Oak
Per Felì è arrivato il momento di raccontare l'ultimo dei quattro misteri, il racconto inizia da quando Pervinca e Vaniglia erano neonate e come sono cresciute fino al momento di dire addio alla famiglia Periwinkle e a Fairy Oak.

## Personaggi
Pervinca "Vì" Periwinkle
Sorella gemella di Vaniglia, nata il 31 ottobre, è una strega del Buio. Ha i capelli corti color cannella e una voglia color pervinca sulla pancia dalla quale ha preso il nome. È innamorata di Grisam, con il quale si fidanza, ma dato il suo disgusto per le cose romantiche è difficile farle ammettere che le piace. È ribelle,leale, disordinata, coraggiosa e introversa, infrange spesso le regole e disubbidisce alla sua tata, Felì, chiudendola in un barattolo. Ha un ragno chiamato Rex, non sopporta Scarlet Pimpernel ed è, con sua sorella, la migliore amica di Flox Pollimon e di Shirley Poppy . Ne "La storia perduta" si scopre che lei e Grisam hanno avuto tre figli maschi.
Vaniglia "Babù" Periwinkle
Sorella gemella di Pervinca, nata il 31 ottobre, è una strega della Luce e ha lunghi capelli color del pane. Il suo soprannome deriva dal fatto che non appena la sua gemella la vide, emise un verso che fu appunto assimilato a "Babù". Sempre gentile ed educata, è sensibile e ordinata, ma saprà dimostrarsi anche coraggiosa e leale. È l'unica a non dubitare mai della sorella Pervinca e sarà anche grazie alla sua fiducia che le gemelle riusciranno a sconfiggere il Terribile 21; colleziona matite, penne e gomme. Inizialmente ha una cotta per Grisam, ma, quando lui si dichiara a Pervinca, i sentimenti che prova per il ragazzo diventano fraterni; in seguito s'innamora di Jim, che accetta di sposare e con cui avrà una coppia di gemelle, Salvia e Margherita. Le sue migliori amiche sono Flox e Shirley.
Sefeliceiosaròdirvelovorrò "Felì"
La fata-tata delle gemelle Periwinkle, proviene dal regno delle Rugiade d'Argento ed è la narratrice della storia. Al tempo dell'esame per essere scelta come fata-tata aveva 965 anni. Sbadata, ligia al dovere e dal cuore tenero, spesso cede alle pretese delle sue bambine. Molto materna e protettiva nei confronti di Vaniglia e Pervinca, parte all'alba del quindicesimo compleanno delle gemelle insieme al mago del tempo Barbo Tagix. Ha un legame molto stretto con Tomelilla. Torna anni dopo per far da tata alle figlie di Vaniglia Periwinkle.
Flox Pollimon
La migliore amica delle gemelle, nata il 21 marzo, è una strega del Buio pasticciona, buffa e curiosa. Ama i colori e vestirsi a strati cercando di indossarli tutti; è innamorata di Acanti Bugle, ed ogni accenno a lui la fa arrossire e la mette in imbarazzo. È l'unica figlia di Rosie e del pittore Bernie Pollimon ed è la nipote di Ortensia. Anche se è una Strega del Buio, ama la luce e i colori. Va d'accordo con tutti i suoi amici.
Grisam Burdock
Mago del Buio e amico delle gemelle, ha 3 anni più di loro e un carattere simile a quello di Pervinca, della quale è innamorato. È il capo della Banda del Capitano, il nome sotto cui i bambini e i ragazzi di Fairy Oak si riuniscono in onore del Capitano Talbooth. Il nipote di Duff, e il figlio di Vic e Marta Burdock, alla fine diventa il fidanzato di Pervinca che lo vorrebbe sposare.
Shirley Poppy
Amica di Vaniglia e Pervinca, è una ragazzina originale, indipendente e creativa. È figlia della bellissima attrice Abeerdeen, morta alla sua nascita (il 15 febbraio), e del pittore Edgar; vive con la zia Malva, sorella della madre. Ha un cane, Barolo, un topolino, Mr. Berry, e una gru, Antenna, che rappresentano il coraggio, l'amore e la lungimiranza. Non frequenta la scuola, ma prende lezioni dal professor Rannock Moore, che lei chiama "Pvofessor Vocabolavio" perché ha la erre moscia. Nel corso della serie si scopre che Shirley è l'Infinito Potere, cioè possiede sia il potere del Buio, sia quello della Luce: poiché al mondo può esistere un solo Infinito Potere, sua madre è morta dandola alla luce; a Shirley, però, hanno sempre raccontato che la donna era morta in mare, e per questo la ragazza aveva paura dell'acqua, ma, quando scopre la verità, vince i suoi timori. In seguito, intreccia una relazione con Thomas Corbirock.
Lillà dei Sentieri o Lalla Tomelilla
È la strega più potente del villaggio e la zia delle gemelle; è innamorata, ricambiata, di Duff Burdock. Nonostante sia una strega della Luce, da giovane era aspra e ribelle come sua nipote Pervinca. Una sua carissima amica è un drago bianco, Naim.
Dalia dei Sentieri
Madre delle gemelle, è la sorella di Lalla Tomelilla, più giovane di tredici anni. Un tempo era una strega, ma ha rinunciato ai suoi poteri magici per trascorrere una vita Nonmagica con Cicero, un umano normale. Ha un carattere somigliante a quello di Vaniglia, sensibile, dolce e delicato.
Cicero Periwinkle
Papà delle gemelle, è lo stimatissimo meteorologo del villaggio. È un grande amico di Duff Burdock e la sua specialità sono le crêpes della domenica; fuma la pipa e non possiede poteri magici.
Duff Burdock
Zio di Grisam, è un mago del Buio molto potente e molto amico di Cicero. Si è sposato a vent'anni con la strega del Buio Oleander, scomparsa durante uno degli attacchi del Terribile 21: in seguito, si è innamorato di Tomelilla, ma sentendosi troppo vecchi per fidanzarsi, non si spingono oltre l'amicizia. È l'organizzatore dei Giochi Estivi
Vic e Marta Burdock
Genitori di Grisam e proprietari della Bottega delle delicatezze, sono entrambi Nonmagici.
Ortensia Pollimon
Zia di Flox e strega del Buio, è bravissima a lavorare il ferro e possiede una collezione di statuette. Ha quindici anni in più della sorella Rosie, madre di Flox.
Pancrazio, Adelaide e Scarlet Pimpernel
Discendenti di Scarlet-Violet Pimpernel, sono il sindaco del villaggio, sua moglie e la loro figlia, tutti Nonmagici. Pancrazio è chiamato "orco" per via del suo umore, ma in seguito si scopre essere un brav'uomo vittima dei pessimi caratteri di moglie e figlia, mentre Adelaide "faccia-di-fagiano" perché ama applicare sulla pelle del viso una crema di bellezza di fagiano. Scarlet è una bambina impicciona, arrogante e pettegola, sgradita a tutta la famiglia Periwinkle, tranne a Tomelilla.
Capitan Talbooth
Vecchio, in apparenza burbero, ma con un cuore d'oro, dice di essere stato capitano nella Marina Reale e, alla sua morte, gli viene dedicata la piazza del porto. La Banda del Capitano scopre che in realtà l'uomo si chiamava W. Edward Temby, e che aveva una moglie, Anna, e quattro figli, Stewart, Emily, Robin e Sophie-Marie. Alla sua morte, i ragazzi formano una banda chiamata: "La Banda del Capitano". Ha una gatta di nome Pampuria che viene affidata a Vaniglia.
Jim Burium
Uno straniero proveniente da Aberdurville, ha sedici anni ed è scappato da casa sua dopo aver scoperto che il nonno era un pirata. È un brillante inventore e s'innamora, ricambiato, di Vaniglia, alla quale chiede di sposarlo. Torna cinque anni dopo a Fairy Oak, dove si trasferisce definitivamente.
Acanti Bugle
Un mago della Luce innamorato di Flox, è un ragazzo educato, studioso e gentile. Porta un paio di occhiali, ha la erre moscia e ha una sorella minore, Margherita, più piccola di dodici anni, e una cugina, Cloudy.
Sophie Littlewalton
Bambina Nonmagica amica delle gemelle, ha sei anni ed è il più piccolo membro della Banda del Capitano.
Soffiododicisofficisoffidivento "Fidiven"
La fata-tata di Flox, muore in seguito all'ultima battaglia, sacrificandosi per salvarla. Migliore amica di Felì, era molto legata al Capitano Talbooth.
Miricorderòditeturicordatidime "Ditetù"
È una fata sempre molto pessimista.
Sentoipollicicheprudono "Prud"
Buffa e brontolona, ha paura di volare; è la fata-tata dei fratelli Corbirock.
Quattropetaliacuorehoportatoperte "Etali"
È la prima fatina conosciuta da Felì, tata di Nepeta e sua sorella.
Vegliosulfiorchefiorirà "Sulfior"
È la fata-tata di Cicerbita Blossom. Indica a Felì la strada per Casa Perwinkle
Ombralievedineveviene "Neve"
La prima fata-tata della storia, si occupò di Scarlet-Violet Pimpernel e di Mentafiorita Dei Sentieri, fondatrici del villaggio, e poi di Lalla Tomelilla e Dalia Dei Sentieri.
Spifferospigliatodelventoinnamorato "Piffero"
È la nuova fatina di Flox, che prende il posto di Fidiven alla morte di quest'ultima.
Nepeta Rose
Strega della Luce amica delle gemelle, è romantica e paurosa, ed è innamorata di Francis. Ha un quaderno nel quale segna i nomi di coloro che secondo lei da grandi si sarebbero fidanzati o sposati. Stranamente le sue predizioni si avverano sempre.
Francis Corbirock
Mago della Luce, è un membro della Banda, è innamorato di Nepeta ed è testardo e simpatico.
Robin Winflower "Scricciolo"
Un membro della Banda del Capitano, è un mago del Buio. Adora il mare e la barca che un tempo fu del Capitano Talbooth e che gli è stata lasciata in eredità. Piccolo e gracile, è un grande ammiratore del Capitano e all'inizio balbetta.
Thomas Corbirock "Tommy"
Fratello di Francis, è un mago della Luce. Paziente e gentile, inizialmente è innamorato di Vaniglia, ma poi si fidanza con Shirley.
Joe Shuanmà
Guardiano della scuola Horace McCrips, è molto ingenuo e buono, e per questo viene tormentato da tutti i ragazzi di Fairy Oak. È soprannominato "Joe Sempreinsella".
Meum e Campanula McDale
Coppia di amici dei Periwinkle, sono sempre impegnati in qualche battibecco. Meum, mago della Luce, è un professore di storia in pensione, amante della pesca, che, per il suo carattere burbero e ostinato, litiga spesso con Duff, anche se sono molto amici. Campanula è un'ottima cuoca, grande amica di Tomelilla.
Lilium Martagon
Il miglior fabbro di Fairy Oak, è un ex mago della Luce a causa dell'Oscuranza, una malattia che priva dei poteri magici. Nonostante la sua enorme stazza, è un bambinone. Alla fine della serie sposa Vivian.
Vivian Amory
È la donna più bella del villaggio, simpatica e descritta dagli uomini del pub come "morbida come una pagnotta". Diventa la moglie di Lilium.
Filadelfo McMike
Il liutaio di Fairy Oak, ama la musica e il suo cane Fiddle, soprannominato Rosicchio o Muffa a causa della sua abitudine di morsicare gli oggetti e lasciarsi sopra bava appiccicosa, esso muore nell'aprile prima dei quindici anni delle gemelle. Il villaggio regala così un altro cucciolo al liutaio, che si chiama Fiddle Secondo.
Butomus Rush
Mago della Luce e calzolaio di Fairy Oak, intrattiene i suoi clienti facendo ballare le scarpe con la magia.
Crategus Oban
Amante della pesca, a sedici anni ha perso la gamba destra.
Melissa, Celastro e Cecilia Buttercup
Tre fratelli, Melissa è una strega della Luce, Celastro è molto goloso e appassionato di ornitologia e Cecilia è una Nonmagica perché è ancora troppo piccola per avere poteri.
Primula Pull
È la rubiconda sarta del villaggio, molto amica di McMike.
Euforbia Flumini
È la severa preside della scuola Horace McCrips, ex insegnante di matematica e scienze.
Salvia Rose
La sorella maggiore di Nepeta, ha un anno in più delle gemelle.
Billy Corbirock
È il più piccolo dei Corbirock.
Margherita De Transvall
Professoressa di matematica, scienze e algebra alla scuola Horace McCrips, interroga tutti i giorni e assegna molti brutti voti. Minaccia spesso gli alunni di trasformarli in aringhe sotto sale.
Signorina Lilliflora
È la professoressa di arte e colori, l'insegnante preferita da Flox. Si sposa con il professor Dot.
Scarlet-Violet Pimpernel
coraggiosa strega del Buio, antenata dei Pimpernel contemporanei alle gemelle, fu tra i cofondatori di Fairy Oak dopo la guerra contro il Terribile 21, dalla cui parte si era schierato il fratello Roseto. Ha sposato Duffus Burdock, rendendo di fatto Grisam e Scarlet parenti alla lontana. La sua migliore amica era Mentafiorita Dei Sentieri.
Mentafiorita dei Sentieri
antenata delle gemelle, Strega della Luce. Aveva le lentiggini, una voglia color pervinca sulla pancia e diceva sempre la "z" al posto della "g". Quanto il suo villaggio viene attaccato dall'esercito del Terribile 21 si trasforma in coccinella e trova riparo presso un salice magico.
Duffus Burdock
antenato di Grisam, mago del Buio e marito di Scarlet-Violet.